# Bodajk
Bodajk è un comune dell'Ungheria di 4.103 abitanti (dati 2001). È situato nella contea di Fejér.